# Dave Roberts (chính khách California)
David W. "Dave" Roberts (sinh năm 1960) là một chính khách người Mỹ đến từ Solana Beach, California. Ông là giám sát viên của Hạt San Diego từ năm 2012 đến 2016, đại diện cho quận 3, bao gồm các phần của San Diego và hầu hết phía bắc của Hạt San Diego. Ông trước đây là Thị trưởng Solana Beach. Ông là một đảng viên Dân chủ.

## Đầu đời và giáo dục
Ông sinh ra và lớn lên ở Riverton, Connecticut, năm 1960. Gia đình ông đã sống ở Connecticut 11 thế hệ kể từ năm 1629. Sau khi tốt nghiệp trường trung học số 7 khu vực Tây Bắc, ông theo học tại The Citadel, nhưng sau đó ông bị một học viên đánh đập vì xu hướng tính dục của ông. Ông bị thương tại Đại học Mỹ ở Washington, D.C., nơi ông có bằng cử nhân khoa học/kinh tế chính trị và MPA. Ông cũng tốt nghiệp Học viện Lãnh đạo Chính trị Sorensen của Đại học Virginia, Trường Harvard Kennedy dành cho Lãnh đạo Nhà nước và Địa phương, và Trường Sĩ quan và Chỉ huy Không quân Hoa Kỳ và Trường Sĩ quan Phi đội.

## Đời tư
Roberts là một người đàn ông đồng tính đã kết hôn; ông và người phối ngẫu của mình, Wally Oliver có năm đứa con nuôi. Họ sống ở Solana Beach trong ngôi nhà cũ của ca sĩ Patti Page. Roberts và con trai lớn của ông đều là Eagle Scout. Roberts và người phối ngẫu của ông là thành viên tích cực của Hiệp hội phụ huynh nuôi con nuôi Hạt Bắc San Diego và bạn bè của Thư viện Bãi biển Solana. Vào năm 2014 trong bối cảnh hạn hán toàn bang, họ đã loại bỏ hơn 6.000 feet vuông cỏ và lắp đặt cỏ nhân tạo để tiết kiệm hơn 165.000 gallon nước uống mỗi năm.